# The House of the Spirits (soundtrack)
The House of the Spirits is de originele soundtrack van de gelijknamige film uit 1993, geregisseerd door Bille August. Het album werd gecomponeerd door Hans Zimmer en uitgebracht in 1993 door Virgin Records.

## Achtergrond
De partituur van Zimmer werd uitgevoerd door het orkest Philharmonic Film Orchestra Munich onder leiding van Fiachra Trench. Solist op de piano was Nick Glennie-Smith. De opnames vonden plaats in de Arco Studios in München. Het album bevat ook het nummer: "La Paloma", een Spaans-Cubaans-Mexicaans compositie van Sebastian de Yradier die werd gezongen door de populaire Chileense zangeres Rosita Serrano. De film bevat ook het nummer: "La Cumparsita", een klassiek Uruguayaans tangocompositie van Gerardo Matos Rodríguez en uitgevoerd door de Duitse bandleider Adalbert Lutter en zijn orkest.

## Tracklijst
Alle muziek is geschreven door Hans Zimmer, tenzij anders vermeld.
| Nr. | Titel | Duur  |
| --- | --- | ----- |
| 1.  | The House of the Spirits | 10:02 |
| 2.  | Clara | 6:31  |
| 3.  | Coup | 9:34  |
| 4.  | Pedro and Blanca | 9:50  |
| 5.  | Clara's Ghost / La Paloma / Closing Titles (La Paloma is gezongen door Rosita Serrano en geschreven door Sebastian de Yradier) | 7:24  |